# دير غزالة
دير غزالة قرية فلسطينية إحدى قرى محافظة جنين في الضفة الغربية. تطل على مرج بن عامر

## البنية التحتية
يُدير القرية مجلس قروي دير غزالة الذي تشرف عليه وزارة الحكم المحلي، ويقدم خدمات المياه والكهرباء وجمع النفايات وإنشاء ومتابعة البنية التحتية وإدارة شؤون القرية.
في القرية ثلاث مساجد هي: الجامع العمري القديم، ومسجد دير غزالة الكبير ومسجد الشيخ أحمد فؤاد زكارنة. كما وتضم ثلاث مقابر، اثنتان للمسلمين وواحدة للمسيحيين.

### الصحة
في القرية، عيادة للرعاية الصحية الأولية تتبع وزارة الصحة الفلسطينية، وعيادات طبية يملكها القطاع الخاص والأهلي.

### التعليم
في القرية، مدرستان هما مدرسة ذكور دير غزالة الثانوية ومدرسة بنات دير غزالة الثانوية، بالإضافة إلى روضة أطفال ومركز لتحفيظ القرآن الكريم.

### مؤسسات عامة[5]
- نادي دير غزالة الرياضي
- مقر المركز النسوي
- قاعة متعددة الاستخدامات
- المكتبة العامة للطفل (مكتبة الشهيدة رهام أبو الورد).
- جمعية تنمية المرأة الريفية.
- روضة أطفال دير غزاله
- مركز ثقافي دير غزاله
- حديقة المجلس

## الإنتاج المحلي
تقدر مساحة الأرض المزروعة والصالحة للزراعة بحوالي 5 آلاف دونم تنتج سنوياً حوالي:
(500) طن من الحبوب: قمح وشعير وعدس وحمص، ومحاصيل أخرى.
(400) طن من أعلاف المواشي.
(200) طن من الخضر وات والفواكه.
(25) طن من زيت الزيتون.

## وصلات خارجية
- فلسطين في الذاكرة/ دير غزالة